# Paratiroidni hormon
Paratiroidni hormon (paratireoidni hormon) ili parathormon, skraćeno PTH, je polipeptidni hormon kojeg luče doštitne žlijezde, a djeluje tako da povećava koncentraciju kalcija u krvi čovjeka. Prosječna koncentracija PTH u čovjeka je 10-60 pg/ml.
Parathormon se sastoji od 84 aminokiselina, a izlučuju ga glavne stanice doštitne žlijezde. Izlučivanje PTH regulirano je koncentracijom kalcija u krvi, putem negativne povratne sprege, što se postiže putem receptora za kalcij. Sekundarni glasnik u izlučivanju PTH je cAMP.
Lučenje PTH stimulira:
- pad serumskog Ca2+
- blagi pad serumskog Mg2+

Lučenje PTH inhibira:
- povećanje serumskog Ca2+
- značajniji pad serumskog Mg2+, koja također uzorkuje simptome hipoparatiroidizma (kao što je hipokalcijemija)

## Funkcija
Paratiroidni hormon djeluje na nekoliko tkiva:
- kost - PTH povećava oslobađanje kalcija iz kostiju gdje se nalaze najveće zalihe kalcija. Resporpcija kosti je fiziološki proces u kojem stanice osteoklasti destruiraju kost. PTH se veže na stanice osteoblaste, koje stvaraju kost. Vezanje PTH na osteblaste povećava ekspresiju RANKL i inhibira ekspresiju osteoprotegrina (OPG). Vezanje RANKL s RANK što je pospješeno smanjenom raspoloživom količinom OPG (koji bi se vezao na RANKL), stimulira prekursore osteoklasta da međusobno spajaju čime nastaju zreli osteoklasti koji na kraju povećavaju resorpciju kosti
- bubreg - PTH povećava aktivno reapsorpciju kalcija i magnezija u distalnim tubulima i debelom uzlaznom karaku. Kako dolazi do razgradnje kosti nastaju kalcij i fosfati. PTH smanjuje reapsorpciju fosfata, što dovodi do smanjenja koncentracije fosfata u plazmi. Povećavanjem omjera kalcij:fosfat u plazmi, više slobodnog kalcija se nalazi u krvotoku.
- crijeva - PTH neizravno povećava apsorpciju kalcija u crijevima povećavanjem proizvodnje aktivnog oblika vitamina D. Aktivni vitamin D povećava apsoprciju u crijevu putem bjelančevine kalbindina. Aktivacija vitamina D odvija se u bubregu, gdje PTH povećava količinu enzima koji aktivira vitamin D.